# Maoula
Maoula är en ort i Burkina Faso.   Den ligger i regionen Boucle du Mouhoun, i den västra delen av landet, 210 km väster om huvudstaden Ouagadougou. Maoula ligger 331 meter över havet och antalet invånare är 578.
Terrängen runt Maoula är platt, och sluttar söderut. Närmaste större samhälle är Mamou, 6,6 km sydväst om Maoula.
Omgivningarna runt Maoula är en mosaik av jordbruksmark och naturlig växtlighet. Runt Maoula är det ganska tätbefolkat, med 52 invånare per kvadratkilometer.